# Rapale (Moçambique)
Rapale é uma vila moçambicana, sede do distrito homónimo, na província de Nampula.
O topónimo Rapale deriva do termo rapani que em Macua significa "tome banho", sendo Rapani também o nome de um rio local.
Antes da independência nacional, a vila chamava-se Nova Chaves, nome que derivou da semelhança paisagística com a cidade portuguesa de Chaves, de acordo com os primeiros colonos portugueses.
Rapale encontra-se bem servida de transportes, sendo atravessada pela N13 que liga, a leste, a Nampula, a uma distância de 12kms, e a oeste a Ribaué, Malema e Cuamba. Outra estrada importante é a R696 que liga a Mecubúri, a norte. Em Rapale existe também uma estação ferroviária com serviço de passageiros na linha férrea de Nacala a Entre-Lagos.